# ジェームズ・オハラ (第2代ティローリー男爵)

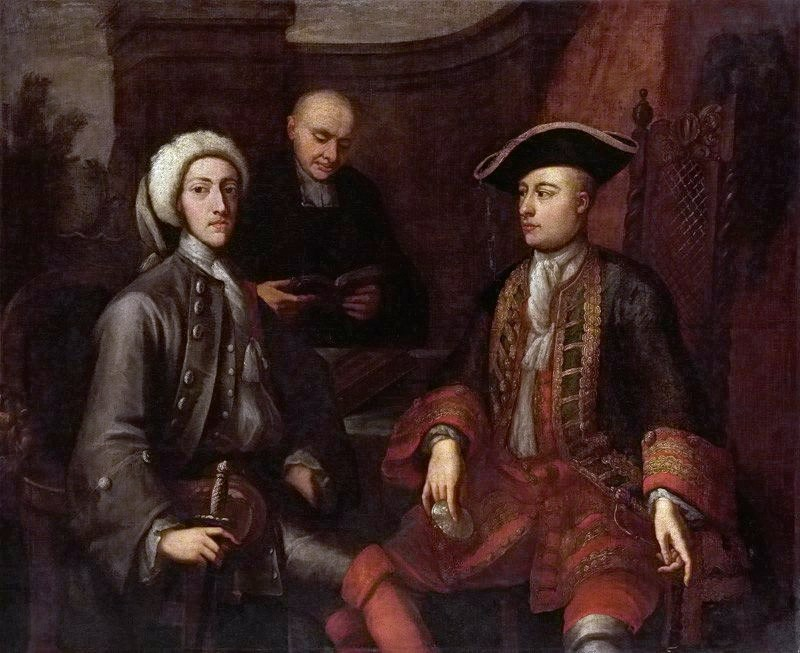
第2代ティローリー男爵（右）、1712年画。左側の人物は第2代モンタギュー公爵ジョン・モンタギュー。

第2代ティローリー男爵および初代キルメイン男爵ジェームズ・オハラ（英語: James O'Hara, 2nd Baron Tyrawley and 1st Baron Kilmaine PC PC (Ire) FRS、1681年/1682年 – 1773年7月14日）は、グレートブリテン王国の貴族、軍人、外交官。1703年に陸軍に入隊して、スペイン継承戦争に参戦した後、1728年から1742年まで在ポルトガルイギリス特命公使を務め、ポルトガル王ジョアン5世と友好な関係を築いた。七年戦争ではジブラルタル総督としてジブラルタルの要塞を補強した。要塞補強の支出について庶民院で批判されたが、批判者を論破して調査を免れた。

## 生涯
初代ティローリー男爵チャールズ・オハラと妻フランシス（Frances、1733年没、ジャーヴァス・ローズの娘）の息子として、1681年/1682年に生まれた。
1703年3月15日、父が隊長を務めるロイヤル・フュジリアーズに中尉として入隊した。スペイン継承戦争に参戦して1705年3月24日に大尉に昇進、1706年のバルセロナ包囲戦に参戦した後、1707年のアルマンサの戦いで負傷、1709年9月11日のマルプラケの戦いでは初代マールバラ公爵ジョン・チャーチルのエー＝ド＝カン（副官）として参戦、重傷を負った。1713年1月29日に父の後任としてロイヤル・フュジリアーズ隊長（軍階は大佐）に就任した後、連隊とともにミノルカ島に駐留、1718年から1719年までにも地中海周辺に駐留した。
ハノーヴァー朝では1717年に国王ジョージ1世のエー＝ド＝カンに任命され、ジョージ2世の治世にも留任して1743年まで務めた。ロイヤル・フュジリアーズは1719年から1727年までアイルランドに駐留し、オハラも1722年2月8日にアイルランド貴族であるメイヨー県におけるキルメインのキルメイン男爵に叙され、1723年8月29日にアイルランド貴族院議員に就任した。翌1724年6月8日に父が死去すると、同じくアイルランド貴族であるティローリー男爵位を継承、25日にアイルランド枢密院の枢密顧問官に任命された。
アイルランドで債務を重ねたため官職を求め、1728年2月11日に在ポルトガルイギリス特命公使に任命された。ポルトガルでは人気があり、退任にあたってポルトガル王ジョアン5世より金塊を与えられたという。公使在任中にも陸軍での昇進を続け、1735年12月18日に准将に、1739年7月14日に少将に、1743年4月5日に中将に昇進したほか、1739年8月に第5乗馬連隊隊長に転じた。ティローリー男爵は1741年7月18日にポルトガル首都リスボンを発ち、1742年1月9日に後任としてヘンリー・コンプトン閣下（Hon. Henry Compton）の任命が発表された。
帰国した後は1742年から1743年にかけて叙爵や官職を求め、1743年12月17日に在ロシアイギリス特命公使に任命され、1744年4月12日にサンクトペテルブルクに到着したが、1745年に退任、同年2月25日にサンクトペテルブルクを発った。同年に1745年ジャコバイト蜂起が勃発すると、ジョージ・ウェイドの部下として参戦した。また、この頃より所属連隊が頻繁に変更され、1743年4月にホース・グレナディア・ガーズ第2大隊隊長に、1745年4月30日にホース・ガーズ第3大隊隊長に、1746年に第10歩兵連隊隊長に、1749年8月19日に第14竜騎兵連隊隊長に、1752年に第3竜騎兵連隊隊長に、1755年にコールドストリーム近衛歩兵連隊隊長に転じた。1748年1月7日、王立協会フェローに選出された。
1747年に初代ニューカッスル公爵トマス・ペラム＝ホリスに打診してミノルカ総督を任命されたが、着任を禁止され、1756年に七年戦争が勃発してミノルカ島が包囲された時点でもミノルカ島を訪れられなかった。同年にジブラルタル総督に転任し、6月2日にポーツマスを発ってジブラルタルに向かった。このとき、ジブラルタルから増援を連れてミノルカに向かうよう命じられたが間に合わず、ミノルカは陥落した。ジブラルタルで要塞の補強に努めた後、1757年4月16日にジブラルタル総督を退任、同年12月にサー・ジョン・モードントの軍法会議（ロシュフォール襲撃での行動をめぐる軍法会議）で裁判長を務めた。ティローリー男爵はジブラルタルの要塞補強の支出をめぐり議会でジョージ・サックヴィル卿に批判されたが、1758年4月に庶民院で批判者を論破して調査を免れ、1759年にはミンデンの戦いにおけるサックヴィルの失態を批判し、サックヴィルの軍法会議（1760年）で裁判長を務めた。同年にポーツマス総督に任命され、1761年3月14日に陸軍大将に昇進した。
1762年にスペインがポルトガルに侵攻すると、イギリスはポルトガルに援軍を派遣、ティローリー男爵がその指揮官に任命されたが、わずか数か月後に老齢を理由に更迭され、7月にポルトガルが援助金しか欲さないと主張して帰国した。1762年11月17日にグレートブリテン枢密院の枢密顧問官に任命され、1763年6月10日に陸軍元帥に任命された。
大ピットとは長期間友人関係にあった。
1770年にミルボーン・ハウスの邸宅を租借した後、1773年7月14日にトゥイッケナムで死去、ロイヤル・ホスピタル・チェルシーで埋葬された。嫡子がおらず、爵位はすべて廃絶した。

## 家族
1724年11月にメアリー・ステュアート（Mary Stewart、1696年またはそれ以降 – 1769年2月5日、第2代マウントジョイ子爵ウィリアム・ステュアートの娘）と結婚したが、2人の間に子供はいなかった。
一方、多くの愛人を抱えたとされ、在ポルトガル公使の退任にあたりホレス・ウォルポールが手紙でティローリー男爵が「3人の妻と14人の子女を連れて」帰国したと述べている。
- ジョージ・アン（英語版）（1731年? – 1788年2月16日） - 女優[17]
- チャールズ（英語版）（1740年? – 1802年2月25日） - 軍人[18]
- フランシス（Francis、1773年7月14日までに没[2]）
- ジェームズ（1773年7月14日までに没[2]）
- アン（1773年7月14日以降没[2]）
- ジェマイマ（Jemima、1773年7月14日以降没[2]）